# スッポンタケ目
スッポンタケ目(Phallales)は担子菌門、真正担子菌綱、スッポンタケ亜綱の菌類。エードゥアルト・フィッシャーによって1898年に分類されている。gomphoid-phalloid cladeと大体同じ意味を持っている。一時期には、この目は、スッポンタケ科だけで構成されていた。しかし、近年のDNA分析によって、他の科を含むように拡大された。

## 参照
1. ↑  Engler, A. (1898). Syllabus der Pflanzenfamilien: Eine Übersicht über das gesammte Pflanzensystem (second ed.). Berlin: Gebrüder Borntraeger Verlag. pp. 46